# Macedonia en los Juegos Paralímpicos de Londres 2012
Macedonia estuvo representada en los Juegos Paralímpicos de Londres 2012 por dos deportistas, un hombre y una mujer.

## Medallistas
El equipo paralímpico macedonio obtuvo las siguientes medallas:
| Nombre                  | Deporte | Evento                            |
| ----------------------- | ------- | --------------------------------- |
| Oro                     |         |                                   |
| Olivera Nakovska-Bikova | Tiro    | Pistola de aire 10 m SH1 femenino |
| Plata                   |         |                                   |
| —                       |         |                                   |
| Bronce                  |         |                                   |
| —                       |         |                                   |